# Texola
Texola és una població dels Estats Units a l'estat d'Oklahoma. Segons el cens del 2000 tenia 47 habitants.

## Demografia
Segons el cens del 2000, Texola tenia 47 habitants, 21 habitatges, i 14 famílies. La densitat de població era de 29,3 habitants per km².
Dels 21 habitatges en un 23,8% hi vivien nens de menys de 18 anys, en un 52,4% hi vivien parelles casades, en un 9,5% dones solteres, i en un 33,3% no eren unitats familiars. En el 23,8% dels habitatges hi vivien persones soles el 14,3% de les quals corresponia a persones de 65 anys o més que vivien soles. El nombre mitjà de persones vivint en cada habitatge era de 2,24 i el nombre mitjà de persones que vivien en cada família era de 2,57.
Per edats la població es repartia de la següent manera: un 17% tenia menys de 18 anys, un 4,3% entre 18 i 24, un 25,5% entre 25 i 44, un 31,9% de 45 a 60 i un 21,3% 65 anys o més.
L'edat mediana era de 46 anys. Per cada 100 dones de 18 o més anys hi havia 105,3 homes.
La renda mediana per habitatge era de 32.500 $ i la renda mediana per família de 31.875 $. Els homes tenien una renda mediana de 28.750 $ mentre que les dones 0 $. La renda per capita de la població era de 13.208 $. Entorn del 7,7% de les famílies i el 23,1% de la població estaven per davall del llindar de pobresa.

## Poblacions més properes
El següent diagrama mostra les poblacions més properes.